# Ambrosia Malone
Pour les articles homonymes, voir Malone.
Ambrosia Malone née le 8 janvier 1998 à Gold Coast, est une joueuse de hockey sur gazon australienne. Elle évolue au poste d'attaquante au Hockey Burleigh et avec l'équipe nationale australienne.
Elle a participé aux Jeux olympiques d'été de 2020.

## Carrière

### Coupe du monde
- Top 8 : 2018

### Coupe d'Océanie
- : 2019

### Jeux olympiques
- Top 8 : 2020